# Pachín
Enrique Pérez Díaz (Torrelavega, Cantabria, 28 de diciembre de 1938 – 10 de febrero de 2021), más conocido como Pachín, fue un futbolista y entrenador español. Pachin fue un defensa todo terreno en el esquema táctico del Real Madrid de Miguel Muñoz ganadores de Copa de Europa y teniendo de compañeros a Ferenc Puskás, Alfredo Di Stéfano, José Santamaría y a Paco Gento. Un defensa muy fuerte y duro, con gran fortaleza física y con disciplina en el terreno de juego. Especialista en marcar a los delanteros rivales en prácticamente todo el terreno de juego, de acuerdo a las indicaciones del entrenador en turno.
Como jugador del Real Madrid disputó 148 partidos de Liga, 32 de Copa de Europa, 35 de Copa de España, 3 de Copa Intercontinental y 100 encuentros amistosos nacionales e internacionales.

## Trayectoria como jugador
- Real Sociedad Gimnástica de Torrelavega
- Burgos Club de Fútbol
- Club Atlético Osasuna[4]
- Real Madrid Club de Fútbol[3]
- Real Betis Balompié
- Toluca

### Selección española
Fue internacional en 8 ocasiones con la absoluta y 3 con la selección sub-21.

## Palmarés

### Como jugador

#### Torneos locales
| Título                | Club              | País   | Año     |
| --------------------- | ----------------- | ------ | ------- |
| Campeonato de Liga    | Real Madrid C. F. | España | 1960-61 |
| Campeonato de Liga    | Real Madrid C. F. | España | 1961-62 |
| Copa del Generalísimo | Real Madrid C. F. | España | 1961-62 |
| Campeonato de Liga    | Real Madrid C. F. | España | 1962-63 |
| Campeonato de Liga    | Real Madrid C. F. | España | 1963-64 |
| Campeonato de Liga    | Real Madrid C. F. | España | 1964-65 |
| Campeonato de Liga    | Real Madrid C. F. | España | 1966-67 |
| Campeonato de Liga    | Real Madrid C. F. | España | 1967-68 |

#### Torneos internacionales
| Título                | Equipo            | Sede     | Año     |
| --------------------- | ----------------- | -------- | ------- |
| Copa de Europa        | Real Madrid C. F. | Glasgow  | 1959-60 |
| Copa Intercontinental | Real Madrid C. F. | Madrid   | 1960    |
| Copa de Europa        | Real Madrid C. F. | Bruselas | 1965-66 |

## Trayectoria como entrenador
- Real Madrid C
- SAD Tres Cantos Pegaso
- Getafe CF
- C.A. Osasuna[4]
- Club Atlético de Ceuta
- Real Valladolid
- Albacete Balompié
- Hércules CF
- Granada CF
- Levante UD.[2]
- Córdoba CF (estuvo un solo día por problemas de salud)

## Muerte
Enrique Pérez Díaz 'Pachín', falleció el 10 de febrero de 2021 a los 82 años.